# Barczel sosnowy
Barczel sosnowy (Gastrodes grossipes) – gatunek pluskwiaka z podrzędu różnoskrzydłych i rodziny brudźcowatych.

## Taksonomia
Gatunek ten został opisany po raz pierwszy w 1773 roku przez Charlesa De Geera pod nazwą Cimex grossipes. Wyróżnia się w jego obrębie dwa podgatunki:
- Gastrodes grossipes grossipes (De Geer, 1773)
- Gastrodes grossipes japonicus (Stal, 1874)

## Morfologia
Pluskwiak o spłaszczonym, stosunkowo szerokim, owalnym w obrysie ciele długości od 5,5 do 7,3 mm. Oskórek ma lekko połyskującą powierzchnię. Czarna, trójkątna w zarysie głowa jest stosunkowo małych wymiarów. Półkuliste oczy złożone są brunatnie ubarwione. Czarne lub brunatne czułki wyróżniają się od tych u barczela świerkowego wyraźnie wystającym poza przedni brzeg głowy członem pierwszym. Powierzchnię przedplecza pokrywa wyraźne i dość gęste punktowanie; niepunktowane są tylko nabrzmiałości w tylnych częściach jego krawędzi bocznych. Przednia część przedplecza ma ubarwienie czarne, tylna zaś kasztanowobrązowe. Śródtułów ma czarną tarczkę i kasztanowobrązowe półpokrywy, ciemniejsze niż u barczela świerkowego. Odnóża przedniej pary charakteryzują się pogrubionymi i uzbrojonymi w kolce udami.

## Ekologia i występowanie
Gatunek fitofagiczny, zasiedlający korony drzew w borach sosnowych, a rzadziej w lasach mieszanych. Żeruje na nasionach różnych gatunków sosen (najczęściej na sośnie pospolitej), rzadziej modrzewi. Osobniki dorosłe zimują w szyszkach, a wiosną przystępują do rozrodu. Samice składają jaja w rządkach na igłach. Larwy (nimfy) spotyka się od maja do lipca. Ich parazytoidem jest Telenomus gracilis z rodziny Scelionidae.
Owad palearktyczny, znany z niemal całej Europy z wyjątkiem skrajnej północy. Dalej na wschód sięga przez Azję Mniejszą po Kaukaz i Syberię. W Europie Środkowej jest gatunkiem pospolitym, ale ze względu na siedlisko nieczęsto obserwowanym.